# Hydrellia platygastra
Hydrellia platygastra är en tvåvingeart som beskrevs av Cresson 1931. Hydrellia platygastra ingår i släktet Hydrellia och familjen vattenflugor. Inga underarter finns listade i Catalogue of Life.